# La Nuit des vers géants
Pour plus de détails, voir Fiche technique et Distribution.
La Nuit des vers géants (Squirm) est un film américain réalisé par Jeff Lieberman, sorti en 1976.

## Synopsis
Dans une petite ville en Géorgie, des milliers de vers sortent de terre et dévorent plusieurs personnes.

## Fiche technique
- Titre : La Nuit des vers géants
- Titre original : Squirm
- Réalisation : Jeff Lieberman
- Scénario : Jeff Lieberman
- Production : Joseph Beruh, Edgar Lansbury et George Manasse
- Société de production : American International Pictures
- Musique : Robert Prince
- Photographie : Joseph Mangine
- Montage : Brian Smedley-Aston
- Pays de production : États-Unis
- Format : Couleurs - 1,85:1 - Mono
- Genre : Horreur et science-fiction
- Durée : 93 minutes
- Dates de sortie :
  - États-Unis : 30 juillet 1976
  - France : 23 novembre 1977

## Distribution
- Don Scardino (VF : Thierry Bourdon) : Mick
- Patricia Pearcy : Geri Sanders
- R. A. Dow (VF : Patrick Floersheim) : Roger Grimes
- Jean Sullivan (VF : Annie Balestra) : Naomi Sanders
- Peter MacLean (VF : Mike Marshall) : Shérif Jim Reston
- Fran Higgins (VF : Séverine Morisot) : Alma Sanders
- Carl Dagenhart (VF : Henri Labussière) : Willie Grimes
- Julia Klopp (VF : Kathy Vail) : Mrs. Klopp
- Harold Mumm (VF : Roger Lumont) : le chauffeur du bus